# Simon Terodde
Simon Terodde (ur. 2 marca 1988 w Bocholcie) – niemiecki piłkarz występujący na pozycji napastnika. Wychowanek SV Krechting, w trakcie swojej kariery grał także w takich zespołach jak MSV Duisburg, Fortuna Düsseldorf, 1. FC Köln, Union Berlin, VfL Bochum, VfB Stuttgart oraz Hamburger SV. Rekordzista 2. Bundesligi w ilości strzelonych bramek w historii.